# Storia della Siberia
L'inizio della storia della Siberia può essere fatto risalire alle prime incursioni degli Sciti (Pazyryk) e degli Xiongnu avvenute prima dell'era cristiana. Le steppe della Siberia meridionale furono poi abitate da una successione di imperi nomadi, in particolare dall'Impero Turco e dall'Impero Mongolo. Nel Medioevo il buddhismo lamaista si estese nel territorio a sud del lago Baikal.
Un punto di svolta fu l'arrivo dei russi tra il XVI e il XVII secolo, evento simile alla colonizzazione delle Americhe, ma completata più rapidamente. Durante l'Impero russo la Siberia fu una terra agricola scarsamente popolata, usata come luogo di esilio per personaggi scomodi alle istituzioni. Nel XX secolo ebbe luogo la costruzione della Ferrovia Transiberiana e vi fu la scoperta delle enormi risorse minerarie, cosa che portò ad un'ampia industrializzazione.

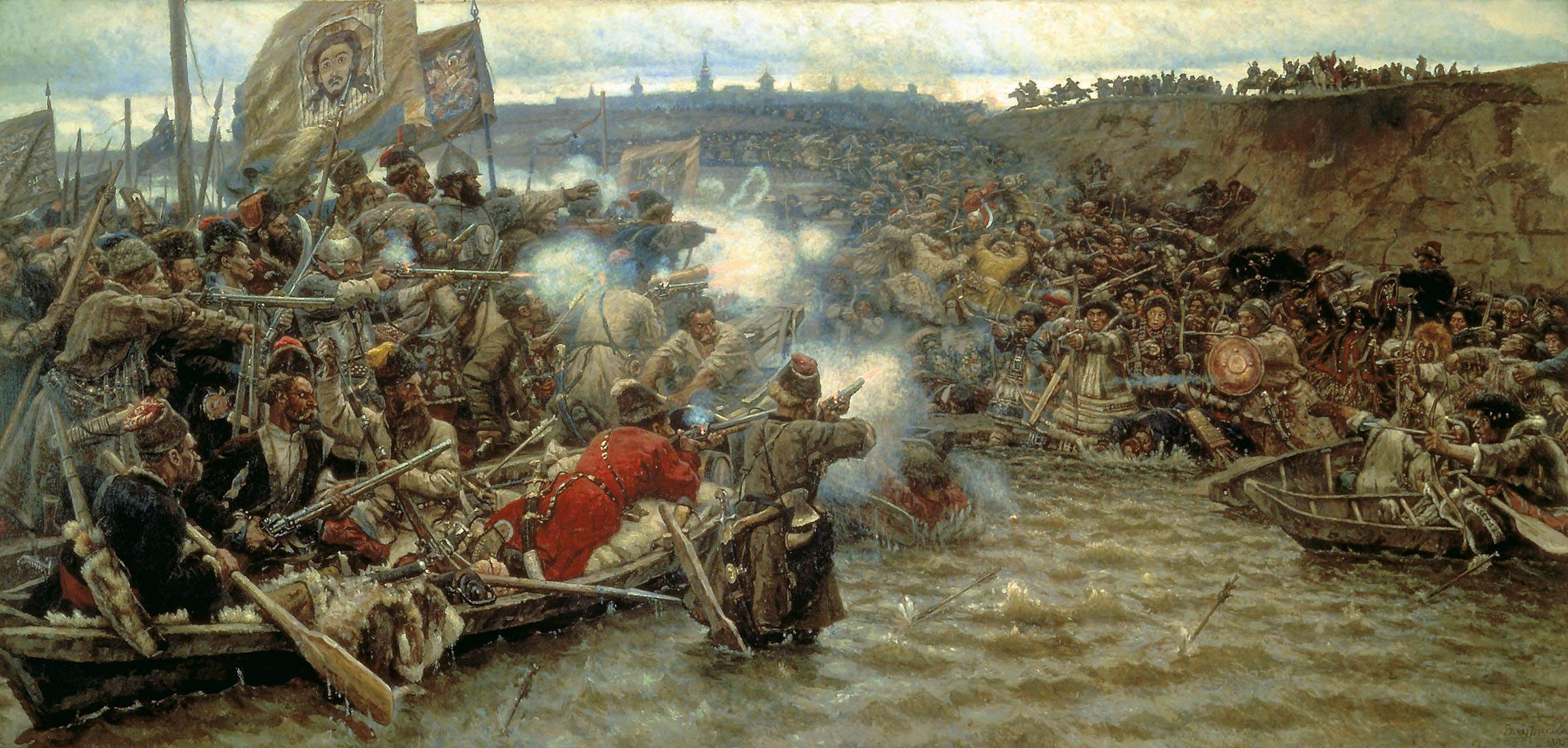
La conquista della Siberia ad opera di Ermak, quadro di Vasilij Surikov

## Preistoria
Le rive dei laghi siberiani che riempivano le depressioni nell'età  lacustrine sono ricche di resti datati al neolitico. Innumerevoli tumuli (kurgan), forni e altri artefatti testimoniano la presenza di una popolazione consistente nella zona. Durante la grande migrazione in Asia dall'est all'ovest molti popoli probabilmente furono spinti verso nord e costretti a migrare in Siberia. Le ondate migratorie successive li spinsero ancora più a nord, nelle terre poco fertili, dove si divisero.
Secondo Vasilij Radlov i più antichi abitanti della Siberia furono gli jenisseiani, che parlavano una lingua diversa dalle lingue uralo-altaiche. Alcuni loro discendenti (jenets o jenisseiani, sajan-ostiak e ket) vivono oggi sui monti Saiani.

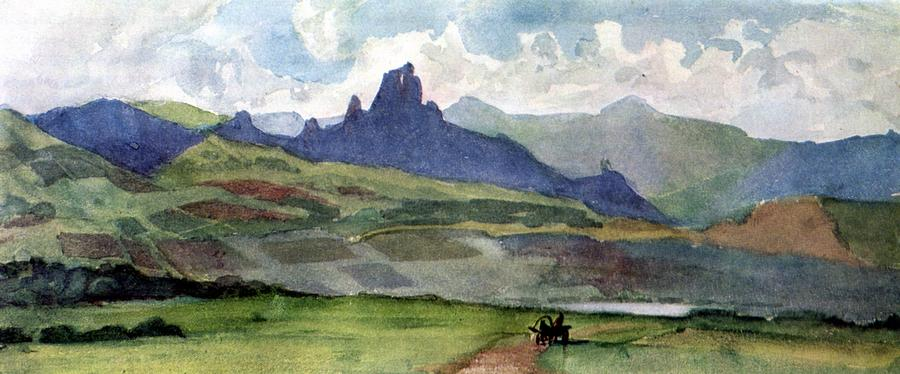
"Steppa di Minusinsk", Vasilij Surikov

Agli jenisseiani seguirono gli ugro-samoiedi, anch'essi provenienti dagli altopiani e costretti, probabilmente durante la grande migrazione degli unni nel III secolo a.C., ad attraversare i monti Altai e Saiani ed entrare nella Siberia. A loro devono essere attribuiti i numerosi resti dell'età del bronzo che sono dispersi in tutta la Siberia meridionale. Gli ugro-samoiedi non conobbero il ferro ma eccelsero nella lavorazione del bronzo, dell'argento e dell'oro. I loro ornamenti e gli strumenti di bronzo, spesso levigati, mostrano un gusto artistico significativo. I loro campi irrigati coprirono grandi aree fertili. In generale, la loro civilizzazione fu superiore a quelle successive.
Otto secoli dopo alcuni popoli turchi come i ciakassi e gli uiguri giunsero nel centro della Siberia meridionale. Questi invasori lasciarono numerose tracce della loro permanenza, grazie alle quali possono essere distinti facilmente due periodi storici diversi. Conoscevano il ferro e impararono dalle popolazioni sottomesse l'arte della colata del bronzo. Quest'ultima fu utilizzata solo per scopi decorativi, dandole un ancora maggiore gusto artistico. Le loro opere ceramiche erano molto più perfezionate di quelle dell'età del bronzo e i loro ornamenti sono annoverati nelle migliori collezioni del Museo Ermitage a San Pietroburgo.
L'impero turco dei ciakassi durò fino al XIII secolo, quando i mongoli sotto Gengis Khan conquistarono e distrussero la loro civiltà. Lo studio delle tombe scoperte fa osservare una drastica recessione. Il territorio raggiunse quel bassissimo livello che videro i russi al loro arrivo nel XVI secolo.

## Khanato
All'inizio del XV secolo i tatari fuggitivi dal Turkestan sottomisero le tribù che abitavano nel bassopiano siberiano occidentale, ad est degli Urali. Dal Turkestan furono invitati agricoltori, conciatori, mercanti e sacerdoti. Piccoli insediamenti comparvero sul fiume Irtyš e sull'Ob'. Questi insediamenti furono uniti dal khan Jediger, che entrò in conflitto con la Moscovia. I suoi inviati arrivarono a Mosca nel 1555 e stipularono l'accordo di pagare un tributo allo zar di mille zibellini all'anno.

## Ermak e i cosacchi

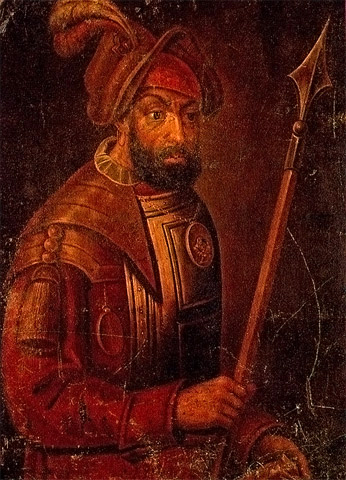
Un ritratto antico di Ermak Timofeevič (fatto molti anni dopo la sua morte, secondo scarse descrizioni).

Nel XVI secolo ci furono alcune penetrazioni di novgorodiani. Secondo la "Storia dello Stato russo" di Nikolaj Karamzin un drappello capeggiato da Aleksandr Abakunovič e Stepan Ljapa passò gli Urali attraverso il Mare Artico, e dopo aver risalito l'Ob' fece guerra contro i piccoli popoli nordici.
Dopo la sconfitta dell'insurrezione, molti di quelli che non vollero sottomettersi a Mosca fuggirono nelle proprietà della famiglia Stroganov nella città di Perm'. Secondo la tradizione, Stroganov, per sbarazzarsi dagli ospiti sgraditi, propose al loro capo Ermak Timofeevič di attraversare gli Urali verso la Siberia, promettendo il suo aiuto con rifornimenti di cibo e armi.
Ermak entrò in Siberia nel 1580 con un gruppo di 1 636 uomini sui fiumi Tagil e Tobol, dove arrivarono l'anno seguente. Cinquecento uomini assediarono Qashiliq, la capitale del khan Küçüm, nei dintorni dell'odierna Tobol'sk. Küçüm fuggì nelle steppe, abbandonando i suoi domini a Ermak, a cui, secondo la tradizione, lo zar Ivan il Terribile donò la Siberia.
Ermak annegò nell'Irtyš nel 1585, ma i suoi cosacchi inseguirono il khan Küçüm fino al fiume Ob'. Quest'ultimo fu ucciso dai suoi compagni sulla riva dell'Ob', nel territorio dove oggi si trova Novosibirsk.
In seguito nuovi cacciatori e avventurieri si diressero nel territorio, spesso sopportati dal potere moscovita. Nell'arco di ottant'anni i russi raggiunsero il Pacifico e, nel 1710, la Kamčatka e Čukotka. Né i tartari nella parte occidentale, né i turchi, né gli altri popoli ad est riuscirono a opporre una resistenza significativa.

## Espansione imperiale russa
Ciò che principalmente attrasse viaggiatori nella Siberia furono le pellicce di zibellino, volpe ed ermellino. I popoli locali che si sottomisero alla Russia ricevettero la difesa dai cosacchi dai nomadi del sud. In cambio pagavano una tassa chiamata jasak in forma di pelliccia. C'era una rete di strade, denominata jasačnaja, utilizzata per portare le pellicce raccolte fino a Mosca.

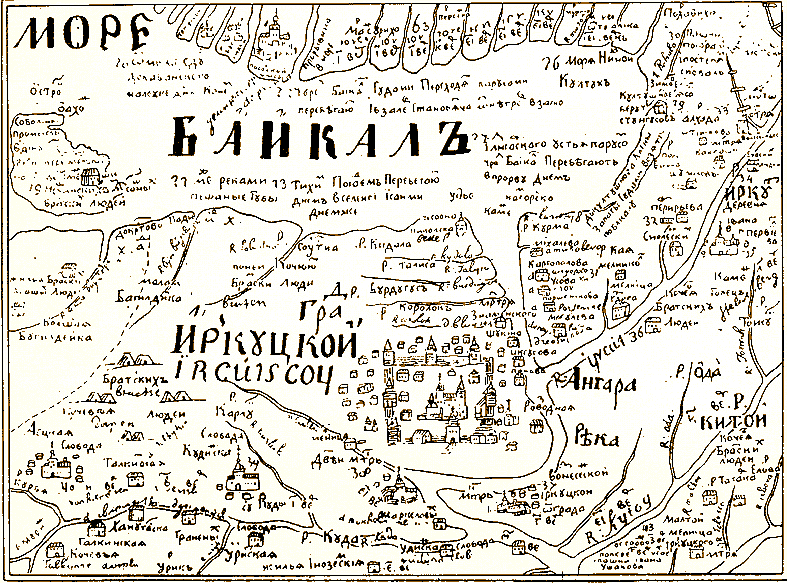
Antica mappa della città di Irkutsk e dintorni, compreso il lago Bajkal

Alcuni popoli opposero apertamente resistenza ai russi. Altri si sottomisero, ma certe volte rifiutavano o sabotavano il pagamento delle tasse o entravano in conflitto con le autorità. Avanzando più ad est, i russi incontrarono popoli sempre meno sviluppati e sempre più resistenza. I popoli più ostili furono i coriachi della Kamčatka settentrionale e i čukči nella Čukotka. Questi ultimi erano fermi all'età della pietra.